# Wolters Kluwer
Wolters Kluwer N.V. (Euronext: WKL) es una empresa multinacional neerlandesa con intereses en los servicios y en las tecnologías de la información. Tiene doble sede en Alphen aan den Rijn, Países Bajos y en Filadelfia, Estados Unidos.  Wolters Kluwer nació en 1987 de la fusión de las compañías Kluwer Publishers y Wolters Samsom, y actualmente opera en más de 150 países. 

## Historia
Jan-Berend Wolters fundó la editorial Schoolbook en Groningen en 1836.  Más tarde, en 1858, se funda la editorial Noordhoff.  Las dos editoriales se fusionaron un siglo después, en 1968. La nueva compañía, Wolters-Noordhoff, se fusionó en 1972 con la empresa Information and Communications Union (ICU) y adoptó el nombre de ICU durante unos años. Sin embargo, en 1983 volvió a llamarse Wolters-Samsom. Hacia 1985 comenzó a introducirse en el mercado chino, colaborando con firmas y multinacionales de derecho extranjero en China.
En 1987, la editorial Elsevier anunció su interés en adquirir acciones de Kluwer. Kluwer reaccionó y se fusionó con Wolters-Samsom para evitar la compra de Elsevier. Con este nuevo movimiento nació el gigante Wolters Kluwer.  La fusión convirtió a Wolters Kluwer en la segunda editorial más grande de los Países Bajos. 
Tras la fusión, Wolters Kluwer empezó a expandirse internacionalmente con la compra de empresas como IPSOA Editore, Kieser Verlag, Technipublicaciones y Tele Consulte en 1989.  A finales de ese año, Wolters Kluwer había expandido su presencia a España, Alemania y Francia.  La compañía además fundó LEX, su sistema de información legal, en Polonia.  En 1989, el 44% de los beneficios de la compañía venía de mercados extranjeros. 

### Expansión de los años 90
En 1990, Wolters Kluwer continuó con su expansión internacional mediante la adquisición de la empresa J. B. Lippincott & Co. a la editorial HarperCollins.  En el año 1993 adquirió la editorial sueca Liber y al año siguiente, en 1994, estableció "IURA Edition", su primera subsidiaria en Europa del este, en Bratislava, y expandió su negocio de publicaciones legales a Estados Unidos con la adquisición de la empresa Prentice Hall a la editorial estadounidense Simon & Schuster.  En 1995, Wolters Kluwer se hizo con empresas como CT Corporation, Jugend & Volk, Dalian, Fateco Fîrlag & Juristfîrlaget, Deutscher Kommunal-Verlag, Dr. Naujoks & Behrendt y Colex Data, y para entonces la compañía estaba operando en 16 países y tenía aproximadamente 8.000 empleados. 
Al siguiente año, en 1996, adquirió CCH Inc., una editorial de publicaciones de negocios e impuestos, por 1,9 mil millones de dólares. La adquisición ayudó a la expansión de la empresa en Asia-Pacífico debido a que CCH Inc. mantenía negocios en Australia, Nueva Zelanda, Japón, Singapúr y Hong Kong. Durante ese mismo año también adquirió la división legal y médica de Little, Brown & Co. En el año 1997, adquirió la división legal de John Wiley & Son. En el año 1998, Wolters Kluwer se sucedieron las adquisiciones de las empresas Waverly, Inc., Ovid Technologies, Inc. y Plenum Publishing Corporation con la intención de desarrollar la industria de publicaciones científicas y médicas de Wolters Kluwer.

### Primera década de los 2000
En el año 2002, Wolters Kluwer vendió su división Kluwer Academic Publishers a las firmas de inversión de capital privado Cinven y Candover Investments (It is now part of Springer). En el año 2003, la empresa estableció su primera estrategia a tres años para entregar un valor sostenible a sus clientes y accionistas The New Delhi Wolters Kluwer Health office opened in 2006. In 2017, Wolters Kluwer Education was sold to Bridgepoint Capital.
Más tarde, en septiembre del año 2008, Wolters Kluwer adquirió UpToDate, un recurso de información clínica basado en evidencias. Al mes siguiente, la empresa recibió un contrato multianual para proveer prescripciones y datos a nivel de paciente a la Administración de Medicamentos y Alimentos de los Estados Unidos. En el año 2009, Wolters Kluwer fue nombrada “Mejor Lugar para Trabajar” en España por el Instituto Gran Lugar para Trabajar.

### Segunda década de los 2000
En septiembre del año 2010, Wolters Kluwer adquirió FRSGlobal, una firma de gestión del riesgo y reporte de regulación financiera.
La adquisición de FRSGlobal habilitó a Wolters Kluwer para proveer soluciones de cumplimiento legal y gestión de riesgos a entidades financieras. En el año 2011, la empresa adquirió SASGAS, un proveedor de soluciones de software de información financiera. En diciembre de ese año, Wolters Kluwer adquirió Medknow, una editorial de acceso abierto. Ese mismo año Wolters Kluwer vendió su división de publicaciones y servicios de marketing para la industria farmacéutica a la empresa Springer Science+Business Media, lo que derivó a una reducción de plantilla en su oficina de Ambler, Pensilvania, y eventualmente llevando al cierre del lugar en 2013. En el año 2012, Wolters Kluwer adquirió Acclipse, un proveedor de software contable, y Finarch, una empresa de soluciones integradas de finanzas y riesgos, y en diciembre de ese año la división de salud de la empresa realizó pruebas de su tecnología para identificar y tratar la sepsis Wolters Kluwer acquired Health Language, a medical terminology management provider, in January 2013. In May 2013, it acquired Prosoft Tecnologia, a Brazilian provider of tax and accounting software. En septiembre del año 2013 adquirió CitizenHawk, una empresa estadounidense especialista en protección de marca online y recuperación global de dominio. Ese mismo mes, Wolters Kluwer adquirió Svenson, una empresa austríaca de soluciones de informe regulatorio provider. La adquisición habilitó a las dos empresas para asistir a los bancos y compañías de seguros austríacas en cumplir con los requerimientos regulatorios nacionales e internacionales.
La empresa se convirtió en la quinta participante de la AAISalliance, un acuerdo de proveedores de información que ponen sus servicios a disposición a las empresas de seguros miembros de la American Association of Insurance Services (AAIS) en abril del año 2014. En mayo de ese año, Wolters Kluwer lanzó UpToDate, un recurso de soporte para decisiones clínicas en el Reino Unido,y un mes después UpToDate fue lanzado en Europa occidental. Wolters Kluwer adquirió Datacert, una empresa con sede en Houston, Texas dedicada a proveer servicios y software de gestión legal en abril de ese año.
La empresa se asoció con la Universidad Anhembi Morumbi, una universidad privada de São Paulo, Brazil, para proveer información y recursos a profesionales y estudiantes de la salud en junio de 2014. Ese mismo mes, la empresa CCH eSign solution ganó el premio Innovación Tecnológica en Impuestos & Contabilidad 2014 de la revista CPA Practice Advisor Magazine's. La solución, además, ganó el premio "Mejor Aplicación Móvil de Empresas" de la Software and Information Industry Association ese mismo año. La empresa se asoció con Broadridge Tax Services en agosto de 2014 para facilitar la reconciliación y reporte de impuestos. En septiembre, el recurso UpToDate fue lanzado en América Latina. Ese mes, la empresa extendió su alianza con el Servicio de Impuestos Internos estadounidense (IRS, por sus siglas en inglés del Internal Revenue Service), la instancia federal del Gobierno de los Estados Unidos encargada de la recaudación fiscal y del cumplimiento de las leyes tributarias. El año 2014 fue el 15.º año de colaboración entre estas entidades. En mayo de 2016, la empresa adquirió Enablon, un proveedor global de soluciones SaaS y software para la gestión del riesgo operativo, el entorno, la salud, la seguridad y la sostenibilidad. En el año 2017 Wolters Kluwer se asoció con Skopos Labs para desarrollar el Centro Federal para el Desarrollo del Conocimiento (Federal Developments Knowledge Center) de Estados Unidos para ayudar a los profesionales legales a estar actualizados de las acciones tomadas por el presidente y el Congreso.

## Operaciones
Wolters Kluwer opera a través de cuatro divisiones de negocio desde el año 2013: Soluciones Legales & Regulatorias (vendida a Peninsula Business Services en el año 2017), Contabilidad e Impuestos, Salud, y Gobierno corporativo, Riesgos y Cumplimiento. La empresa está activa en más de 150 países. Aproximadamente el 74% del beneficio de la empresa, en 2013, provino de sus servicios online y de software.. El negocio de publicaciones médicas de Estados Unidos es llevado por Wolters Kluwer Health

## Sostenibilidad
Wolters Kluwer es un componente del índice bursátil Dow Jones Sustainability Index. La empresa recibió el Premio de Bronce a la Sostenibilidad 2014 de RobecoSAM. Wolters Kluwer es reconocida como una de las “100 Corporaciones Globales Más Sostenibles en el Mundo” por Corporate Knights.